# Pistolet à grenaille
 (juillet 2024).
Ne doit pas être confondu avec Airsoft gun.

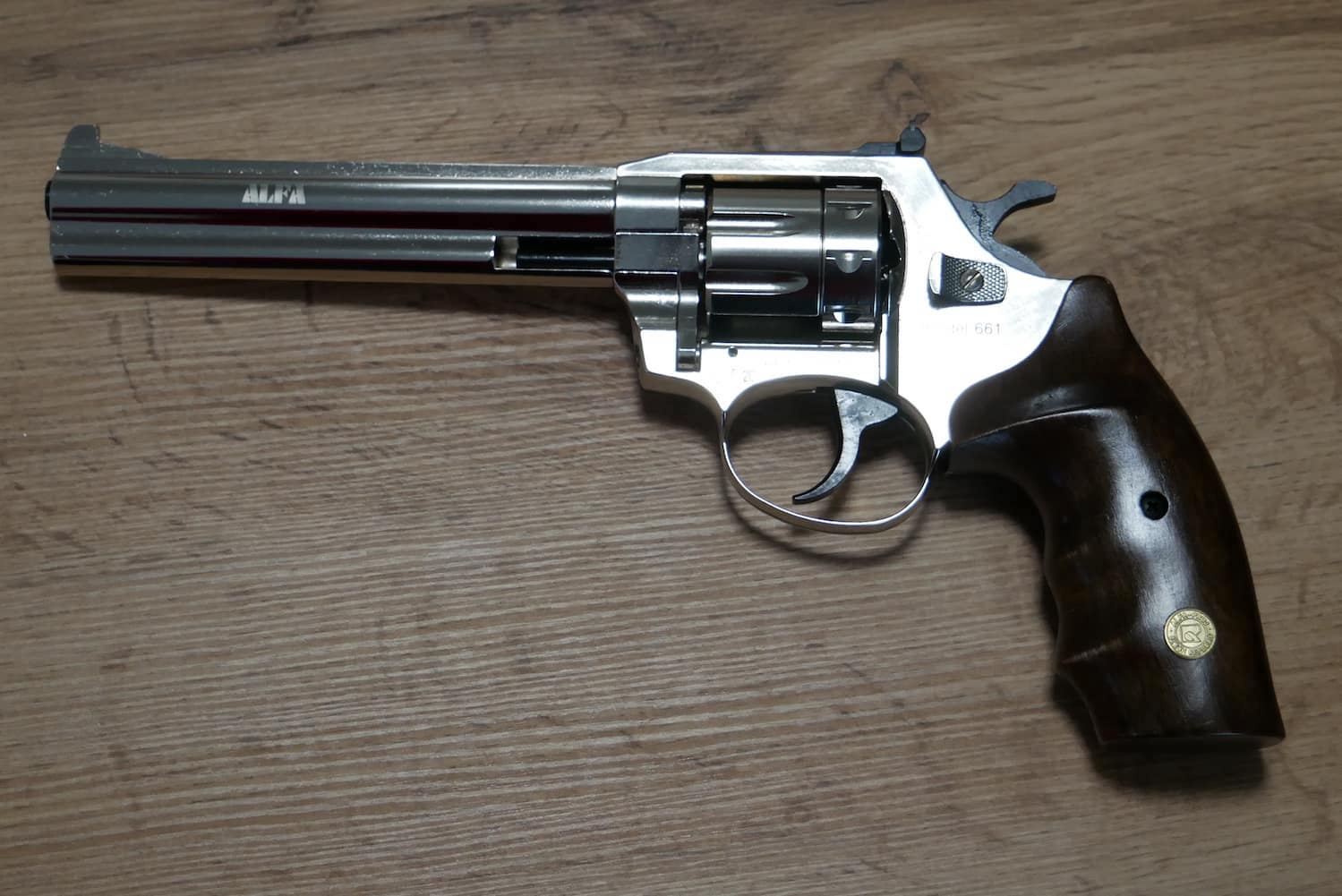
Un révolver à grenaille Alfa Flobert de fabrication tchèque.

Un pistolet ou un revolver à grenaille est une arme à feu tirant des munitions de plomb sur une zone conique de 1,50m environ. Elles furent en vente libre jusqu'au milieu des années 1990 avant leur surclassement par le législateur.  
La classification actuelle de ces armes en France date du 6 janvier 1993 (décret no 93-17) pour les armes à percussion annulaire, et en date du 18 février 1994 (décret no 94-144) pour les armes à percussion centrale. Ces 2 décrets ont classé ces armes dans l'ancienne 4e catégorie (armes soumises à autorisation préfectorale) , maintenant en catégorie B1 au vu de la modification des classes d'armes en Europe. Lors du changement de classification, le législateur a prévu d'accorder aux détenteurs un délai d'un an pour déclarer ces armes en préfecture (décret 94-144 du 18 février 1994). Ce même décret dispose que les possesseurs recevront un récépissé de déclaration et qu'ils devront renouveler au bout de 3 ans l'autorisation de détention de ces armes au titre de la défense selon les règles du Code de la sécurité intérieure.  
Cependant, au vu de leur dangerosité manifeste, de leur intérêt nul à la pratique du tir sportif et de la facilité à modifier ces armes en arme tirant des munitions à ogives, les autorités préfectorales ne renouvellent plus les autorisations en cours et ordonnent aux détenteurs de s'en dessaisir.
Au vu de leur classement en arme de catégorie B, la détention non autorisée de ces armes à grenaille est un délit puni par la loi d'un emprisonnement de 5 ans et d'une amende d'un montant de 75 000 €

## Munition à grenailles courantes dans les années 1980 en France
Avant le 18 février 1994, les particuliers voulant acquérir ce type d'arme en armurerie avaient le choix dans les calibres suivants :
- 8mm grenaille - percussion centrale
- 9mm grenaille - percussion centrale
- 9mm Flobert - percussion annulaire
- -.22 grenaille - percussion annulaire
- .35 grenaille - percussion centrale
- .44 grenaille - percussion centrale

À partir de cette date, en raison d'une chute des ventes d'armes, les fabricants ont stoppé la production des munitions à percussion centrale. Il subsiste encore sur le marché les munitions à percussion annulaire, car compatibles avec d'autres armes de catégorie C et B.

## Fiche du révolver Alfa Flobert illustré
- Fabricant : Alfa Proj
- Pays d'origine : Tchéquie
- Mécanisme : simple/double action
- Matériaux : Acier (canon et barillet) et Zamac (carcasse). Plaquette de crosse en bois (voir photo)
- Calibre : 4 ou 6 mm
- Munition : 4 mm M20 ou 6 mm Flobert
- Longueur du canon : 10 ou 15 cm (voir photo)
- Longueur du révolver : 23 ou 28 cm (voir photo)
- Masse du révolver  vide : 0,9 ou 1 kg (voir photo)
- Capacité du barillet : 9 coups

## Légalité
En France, le pistolet à grenaille utilisant de la véritable grenaille de plomb est classé comme une arme de catégorie B. Les variantes sans plomb constituent une arme de catégorie D légale à la vente auprès des personnes majeures, mais soumise à enregistrement et interdite au port. 

## Risques
Un pistolet grenaille peut causer des blessures graves de type œil crevé ou défiguration, voire la mort.